# Sulioter

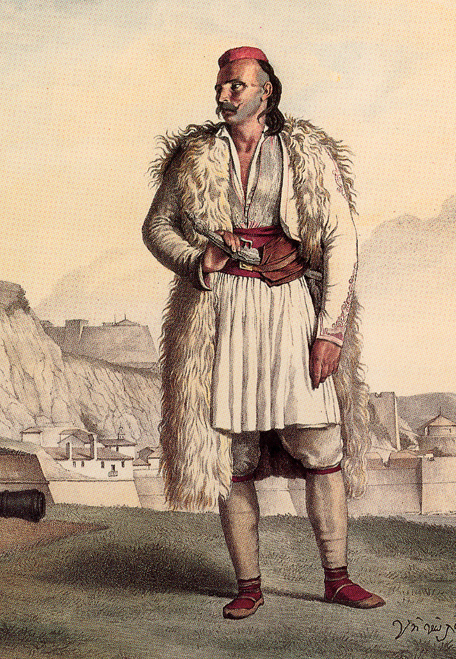
Suliotisk krigare, målad av Louis Dupré

Sulioter, (grekiska: Σουλιώτες/Souliótes, albanska: Suliotët eller Sulotët) var på 1700-talet en arvanitisk (albansk) kristen folkstam i det vilda berglandskapet Suli i södra Epirus. Efter Skanderbegs död slog sig 200 soldater, kvinnor och barn ned i Epirus och kom att bli sulistammen.
Historiskt bekanta blev sulioterna, då de, som under många strider utbildat sig till en krigarklan och upptagit en hel del grekiska element, på anstiftan av ryssarna, 1789 upptog kampen med den fruktade Ali Pasha av Janina. 
En skoningslös hämnd väntade dem dock för deras rövartåg. Sedan fred slutits med Ryssland 1792, vände nämligen Ali Pascha sig mot dem. Hans första angrepp blev tillbakaslaget, och även 1800 måste han, ehuru understödd av den förrädiske sulioten Georg Boçari, uppge den blockad han företagit av bergspassen. Först 1803 lyckades han erövra de fasta platserna. En stor del av sulioterna nedhöggs; de överlevande tog sin tillflykt till joniska öarna. 
Men då Ali Pascha 1820 råkade i strid med den osmanske sultanen, kallades sulioterna av den senare till hjälp. Det sätt, varpå de av Markos Boçari anförda krigarna behandlades av sultanens befälhavare, gjorde det emellertid möjligt för Ali att vinna dem på sin sida. De satte sig snart i besittning av sina forna bergfästen, som vid grekiska frihetskrigets utbrott 1821 blev fasta värn för nordvästra Grekland, men efter Ali Paschas fall 1822 blev även hans bundsförvanter tvungna att kapitulera. Den 14 september samma år fördes de på engelska skepp till Kefalonia. 
Flera sulioter tog därefter framstående del i grekernas strider med turkarna liksom i Greklands inre politiska liv. 
Suli härleds från det arvanitiska ordet Suli, med betydelsen "bergstopp".